# باغ (اردبیل)
باغ یک روستا در ایران است که در استان اردبیل واقع شده‌است.